# Сейсмічність Аргентини
Сейсмічність Аргентини — характеризується підвищеною сейсмічністю.

## Загальна характеристика
Територія Аргентини входить до сейсмічно активної зони. Загальне сейсмічне тло країни — 6-7 бальне, тобто даний район є одним з сейсмічно небезпечних районів Південної Америки.

## Землетруси XXI століття

### 2015
29 листопада, о 15:52 (за місцевим часом), на півночі Аргентини стався помірний (за шкалою інтенсивності МSK-64) землетрус магнітудою 5,9 балів (за шкалою Ріхтера). За даними Геологічної служби США (USGS), епіцентр землетрусу знаходився за 17 км на північний захід від міста Юто. Гіпоцентр землетрусу залягав на глибині 9,6 км.

### 2018
29 жовтня, о 02:54 (за місцевим часом), біля узбережжя Аргентини стався сильно помірний (за шкалою інтенсивності МSK-64) землетрус магнітудою 6,3 балів (за шкалою Ріхтера). Агентство Associated Press повідомило, що Геологічна служба США (USGS) зафіксувала епіцентр землетрусу за 312,9 км на південь від міста Ушуая (Аргентина) і 552 км від Пунта-Аренаса (Чілі). Гіпоцентр землетрусу залягав на глибині 10 км.

### 2019
20 листопада, о 01:10:41 (за київським часом), в провінції Сан-Луїс, зафіксовано помірний (за шкалою інтенсивності МSK-64) землетрус магнітудою 5,8 балів (за шкалою Ріхтера). Згідно повідомлення Головного центру спеціального контролю ДКАУ, результати обробки даних надані до центральних органів державної влади та до міжнародних сейсмологічних центрів.

### 2020
29 листопада, о 18:40:44 (за київським часом), в провінція Жужуй, зафіксовано сильно помірний (за шкалою інтенсивності МSK-64) землетрус магнітудою 6,0 балів (за шкалою Ріхтера). Згідно повідомлення Головного центру спеціального контролю ДКАУ, результати обробки даних надані до центральних органів державної влади та до міжнародних сейсмологічних центрів.

### 2021
13 вересня, сильно помірний (за шкалою інтенсивності МSK-64) землетрус магнітудою 6,2 балів (за шкалою Ріхтера) сколихнув північний захід Аргентини. Згідно повідомлення Європейського середземноморського сейсмологічного центру (EMSC), епіцентр землетрусу знаходився за 175 км на захід від м. Сан-Сальвадор-де-Жужуй з населенням близько 305 тис. осіб. Гіпоцентр землетрусу залягав на глибині 171 км. Даних про потерпілих і руйнування — не надходило.
3 листопада, помірний (за шкалою інтенсивності МSK-64) землетрус магнітудою 5,7 балів (за шкалою Ріхтера) зафіксовано в західній частині Аргентини в провинції Мендоса. За даними Геологічної служби США (USGS), епіцентр землетрусу знаходився за 60 км на схід від чилійського міста Лос-Андес і приблизно за 20 км від чилійсько-аргентинського кордону.

### 2023
22 січня у центральному районі Аргентини стався сильно помірний (за шкалою інтенсивності МSK-64) землетрус магнітудою не менше 6,5 балів (за шкалою Ріхтера). Згідно даних Геологічної служби США (USGS), епіцентр землетрусу знаходився за 517 км на північний схід від міста Кордови, неподалік Сантьяго-дель-Естеро. Гіпоцентр землетрусу залягав на глибині 589 км. Підземні поштовхи відчувалися також в Парагваї та Чилі.
25 січня в Аргентині стався сильно помірний (за шкалою інтенсивності МSK-64) землетрус магнітудою 6,4 балів (за шкалою Ріхтера). Згідно з даними Геологічної служби США (USGS), епіцентр землетрусу знаходився за 33 км від Кампо-Гальйо. Гіпоцентр землетрусу залягав на глибині 601 км.
17 липня, в ранковий час, згідно повідомлення Rai News, Аргентину сколихнув сильно помірний (за шкалою інтенсивності МSK-64) землетрус магнітудою 6,6 балів (за шкалою Ріхтера). Згідно з даними Геологічної служби США (USGS), епіцентр землетрусу знаходився за 25 км на південний схід від міста Лонкопуе в провінції Неукен. Гіпоцентр землетрусу знаходився на глибині 171 км. Підземні поштовхи також відчувалися в сусідньому Чилі, в центрі та на півдні країни.
5 серпня, в ранковий час, в Аргентині у провінції Сантьяго-дель-Естеро, що на півночі країни, стався сильно помірний (за шкалою інтенсивності МSK-64) землетрус магнітудою 6,2 балів (за шкалою Ріхтера). Згідно повідомлення Геологічної служби США (USGS), гіпоцентр землетрусу залягав на глибині 597,7 км.

### 2024
22 вересня в Аргентині зафіксовано сильно помірний (за шкалою інтенсивності МSK-64) землетрус магнітудою 6,0 балів (за шкалою Ріхтера). Згідно повідомлення European-Mediterranean Seismological Centre (EMSC), гіпоцентр землетрусу знаходився на глибині 129 км.

### 2025
2 травня, о 15:58:27 (за київським часом), в районі протоки Дрейка, поблизу узбережжя Аргентини та Чилі стався сильний (за шкалою інтенсивності МSK-64) землетрус магнітудою 7,3 балів (за шкалою Ріхтера). Згідно повідомлення Головного центру спеціального контролю ДКАУ, гіпоцентр землетрусу залягав на глибині 12 км. Згідно з даними Геологічної служби США (USGS), епіцентр землетрусу знаходився під дном Атлантичного океану, приблизно за 219 км на південь від аргентинського порту Ушуаї. Землетрус також зафіксовано дослідниками XXX УАЕ. О 16:07:45 було зафіксовано афтершок магнітудою 5,5 балів (за шкалою Ріхтера). 
2 травня, о 20:59:08 (за київським часом), в районі протоки Дрейка, поблизу узбережжя Аргентини та Чилі стався сильно помірний (за шкалою інтенсивності МSK-64) землетрус магнітудою 6,3 балів (за шкалою Ріхтера). Згідно повідомлення Головного центру спеціального контролю ДКАУ, гіпоцентр землетрусу залягав на глибині 11 км.
21 травня, о 03:38:13 (за київським часом), в протоці Дрейка поблизу узбережжя Аргентини та Чилі стався помірний (за шкалою інтенсивності МSK-64) землетрус магнітудою 5,5 балів (за шкалою Ріхтера). Згідно повідомлення Головного центру спеціального контролю ДКАУ, гіпоцентр землетрусу залягав на глибині 12 км.